# Psychotria impressinervia
Psychotria impressinervia är en måreväxtart som beskrevs av Elmer Drew Merrill. Psychotria impressinervia ingår i släktet Psychotria och familjen måreväxter. Inga underarter finns listade i Catalogue of Life.